# Paul Whitehead Teaches Chess
Paul Whitehead Teaches Chess è un videogioco e un software educativo di scacchi pubblicato nel 1985 per Apple II, Commodore 64 e MS-DOS dal produttore californiano Enlightenment Inc. 
Le lezioni della parte educativa sono curate dall'ex campione giovanile statunitense Paul Whitehead e sono rivolte ai principianti, fino a livelli medi. La parte di gioco è intitolata Coffeehouse Chess Monster e venne sviluppata dal Maestro internazionale e informatico portoricano Julio Kaplan, con grafica di Leon Chen. Nel 1987 la Ariolasoft pubblicò anche una versione tradotta in tedesco per Commodore 64 (Paul Whitehead Schachschule).
Secondo la rivista Commodore Magazine 10, nel 1988 il programma era utilizzato in oltre 500 sistemi scolastici statunitensi.
Paul Whitehead Teaches Chess diede inizio a una serie di prodotti simili, intitolata The Living Chess Library, dei quali il successivo e più noto fu Jeremy Silman's Complete Guide to Chess Openings.

## Modalità di gioco

### Parte educativa
Le lezioni sono suddivise in sette argomenti di base: regole degli scacchi, tattiche per ciascun pezzo, apertura (2 livelli), mediogioco, finale (2 livelli). Ogni argomento è ulteriormente suddiviso con un complesso sistema ad albero, del quale viene mostrato lo schema completo nel manuale cartaceo.
Tutto viene descritto tramite esempi illustrati, con l'immagine bidimensionale della scacchiera che occupa circa due terzi dello schermo, con brevi testi descrittivi in inglese o tedesco. Gli esempi vengono eseguiti passo per passo, con scelte da parte dell'utente quando ci sono quiz o diverse possibilità di procedere. In totale ci sono oltre 600 posizioni. Si può procedere avanti e indietro e saltare direttamente a una certa situazione. C'è la possibilità di passare alla fase di gioco per cominciare la partita dalla posizione dove si è fermata la lezione.

### Parte di gioco
Il gioco vero e proprio, chiamato Coffeehouse Chess Monster, usa sempre un'immagine bidimensionale della scacchiera, ma più grande rispetto alle lezioni, con poco spazio per il testo solo sulla destra. Il controllo è solo da tastiera, tramite la notazione algebrica per le mosse. Si può giocare contro il computer, contro un avversario, o in dimostrativo tra due computer. Ci sono otto livelli di gioco, con difficoltà proporzionale al tempo dato al computer per scegliere la mossa, fino al livello "infinito", nel quale il computer continua a cercare finché non lo interrompe l'utente.
Sono presenti varie funzionalità come annullare e riprodurre le mosse, modificare liberamente la disposizione, salvare la partita su disco (solo in una versione aggiornata pubblicata successivamente), stampare l'elenco mosse, ruotare la scacchiera di 180 gradi, far muovere il computer al posto del giocatore, ricercare la possibilità di matto in un certo numero di mosse. Il giocatore computerizzato non dispone di una libreria di aperture.

## Serie
La serie The Living Chess Library della Enlightenment arrivò non più tardi del 1988 a comprendere sei titoli autonomi. Il funzionamento di tutti i software rimane sostanzialmente lo stesso, è sempre incluso il programma di gioco Coffeehouse Chess Monster, mentre cambiano gli argomenti trattati dalla parte educativa. I titoli successivi al primo, meno conosciuti, sono rivolti a giocatori più esperti. Di seguito i titoli usciti e i rispettivi scacchisti autori delle lezioni:
1. Paul Whitehead Teaches Chess di Paul Whitehead;
2. Jeremy Silman's Complete Guide to Chess Openings del maestro internazionale Jeremy Silman, dedicato alle aperture, con 1500 opzioni;
3. King's Indian Defense di Edward E. Chang e del Grande Maestro canadese Peter Biyiasas, dedicato all'apertura detta difesa est indiana;
4. Najdorf Sicilian Defense di Louie Ladow e Peter Biyiasas, dedicato all'apertura detta difesa siciliana, variante Najdorf;
5. 50 Classic Chess Games (o 50 Annotated Classic Chess Games) di Paul Whitehead, dedicato a molte partite storiche, suddivise in 8 categorie a partire dal 1834;
6. Bobby Fischer's Chess Career, dedicato a 777 partite del campione Bobby Fischer.